# Aedes notoscriptus
Aedes notoscriptus är en tvåvingeart som först beskrevs av Skues 1889.  Aedes notoscriptus ingår i släktet Aedes och familjen stickmyggor. Inga underarter finns listade i Catalogue of Life.